# Železniční trať Ondrášov – Dvorce na Moravě
Železniční trať Ondrášov – Dvorce na Moravě byla úzkorozchodná železniční trať vedoucí ze stanice Ondrášov (dnes Moravský Beroun) na trati Olomouc–Opava údolím Důlního potoka a Lobníku do Dvorců.

## Historie
Výstavba železniční trati začala na jaře 1898. Dne 15. prosince 1898 byla provedena policejně-technická zkouška dvou dodaných lokomotiv, které o čtyři dny později vykonaly zatěžovací zkoušku mostů. Pravidelná doprava na trati byla zahájena 30. prosince téhož roku.
Ve dvacátých letech 20. století se uvažovalo o přebudování na normální rozchod a prodloužení až do Budišova nad Budišovkou, kde se nachází koncová stanice trati ze Suchdola nad Odrou.

### Ukončení provozu
Velkou ranou pro provoz na železnici byla velká hospodářská krize v roce 1929. Následující rok navíc začala v úseku Ondrášov – Moravský Beroun konkurovat trati soukromá autobusová linka s trasou Budišov nad Budišovkou – Stará Libavá – Moravský Beroun – Ondrášov. Československé státní dráhy tuto situaci vyřešily od 24. srpna 1931 zavedením autobusové linky v trase Suchdol nad Odrou – Budišov nad Budišovskou – Dvorce – Moravský Beroun – Ondrášov.
V návaznosti na preferenci autobusových linek byla od 2. října 1932 omezena železniční doprava jen na jeden pár smíšených vlaků denně kromě neděle. V letním období roku 1933 byl provoz těchto vlaků omezen pouze na pracovní dny, 7. srpna pak byla zavedena automobilová doprava kusových zásilek, kterou zajišťoval nákladní automobil Škoda 490. Tato událost předvěstila konec železničního provozu.
Osobní doprava byla nakonec zastavena 14. září 1933, kdy došlo k nahrazení autobusovou linkou 2300 Suchdol nad Odrou – Ondrášov. Kolejový svršek byl odstraněn v roce 1937.

## Lokomotivy na trati
Na trati bývaly nasazovány parní lokomotivy U 16 a U 12, později přeznačená na U37.002, která byla po ukončení provozu předána na trať Třemešná ve Slezsku – Osoblaha, dnes slouží Jindřichohradeckým místním dráhám.

## Navazující tratě

### Ondrášov
- Trať 310 Olomouc – Bruntál – Krnov – Opava